# Basiliek van San Frediano
De basiliek van San Frediano is een romaanse kerk op de Piazza San Frediano in Lucca (Italië). Het is een der meest bezochte kerken van de stad.

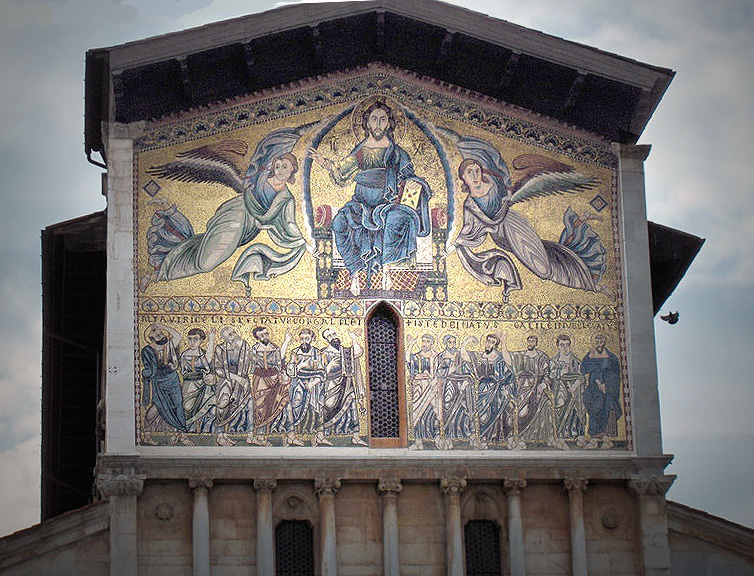
Monumentale mozaïek op de façade

Frediano was de Ierse bisschop van Lucca in de eerste helft van de zesde eeuw. Hij liet op deze plaats een eenvoudige kerk bouwen gewijd aan San Vincenzo, een martelaar uit Saragossa, Spanje. Toen ook Frediano begraven werd in deze kerk, werd deze kerk herdoopt tot San Frediano en Vincenzo. Spoedig hierna groeide er in de omgeving van deze kerk een Augustijns kapittel. In het Lombardisch tijdperk werden de kerk en het kapittelhuis verder uitgebreid. Het kapittel werd in 1104 erkend door paus Paschalis II. De prior van San Frediano kreeg bovendien een kerkelijke rang met dezelfde waardigheid als die van een bisschop.
De kerk verkreeg zijn huidig aanzien van een typische Romaanse basiliek in de periode 1112-1147. De opvallende façade werd in de 13e en de 14e eeuw versierd met een enorme goudkleurige mozaïek dat de voorstelling van “De Hemelvaart van Christus”. In het bovenste veld is Christus gezeten in een mandorla, gedragen door twee engelen. Daaronder de apostelen in zichtbaar opgewonden staat. Het middelpunt ontbreekt omdat een spitsboogvenster de figuur van Maria heeft verdreven. Het is ontworpen door Berlinghiero Berlinghieri in een middeleeuws-Byzantijnse stijl.

## Interieur

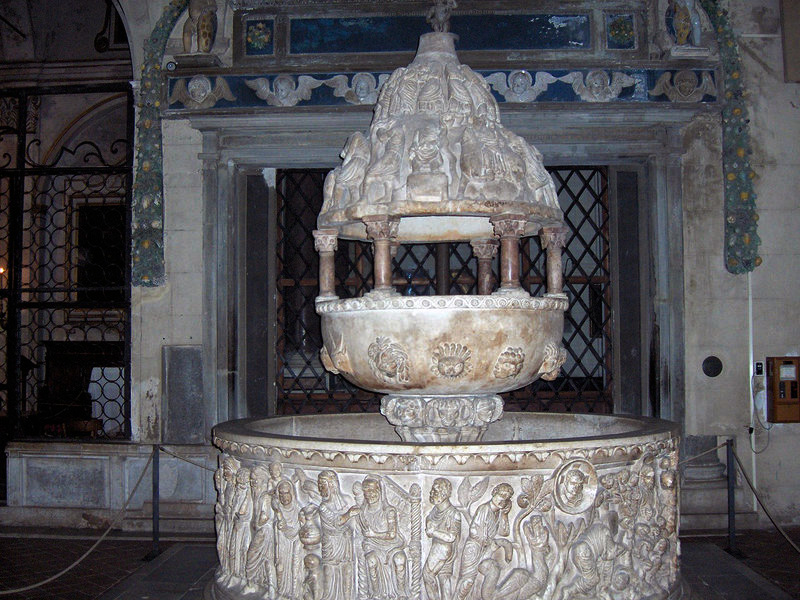
Doopvont met tempietto

Het interieur van de kerk is monumentaal. De basiliek is rijkelijk versierd met wit marmer. Het interieur bestaat uit een schip met twee zijbeuken, gescheiden door bogen ondersteund door zuilen met Romeinse en Romaanse kapitelen. De Romeinse kapitelen zijn afkomstig van een nabijgelegen amfitheater uit de Romeinse tijd.
Bij het betreden van de kerk valt de grote 12de-eeuwse Romaanse doopvont op, de Fonte Lustrale. Het bekken is bedekt met een cirkelvormige tempietto (tempeltje), steunend op zuiltjes, en ligt midden in een groot rond bekken. Het is het vakwerk van “meester Roberto” (signatuur op het bekken) en twee onbekende meesters. De doopvont is versierd met episodes uit de “Geschiedenis van Mozes” door een Lombardische beeldhouwer. Meester Roberto voerde de laatste twee panelen uit : “De Goede Herder” en “De zes Profeten”. De tempietto werd gebeeldhouwd door een Toscaanse meester met erop een voorstelling van de maanden van het jaar en afbeeldingen van de apostelen.

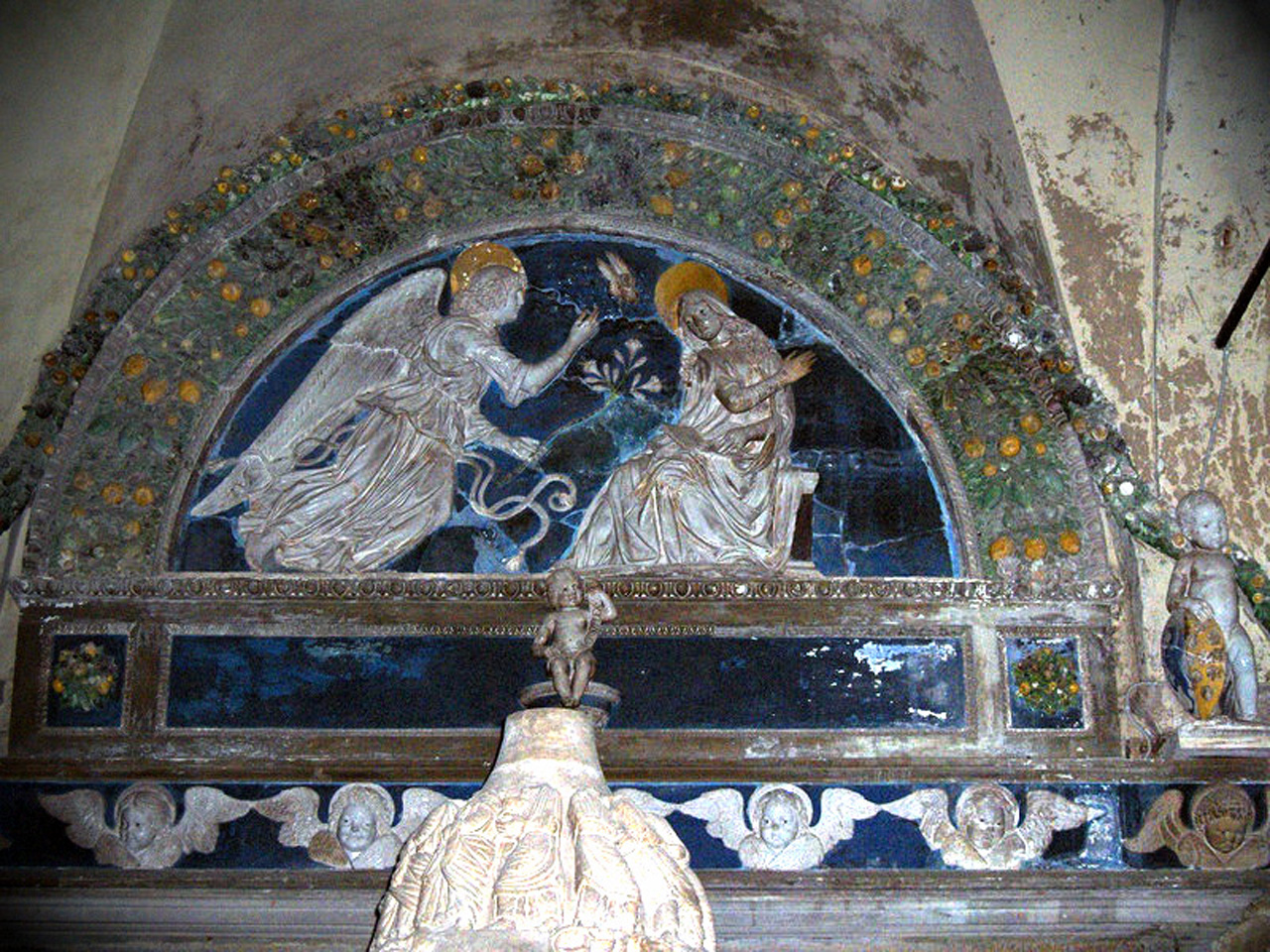
Lunette "De Aankondiging"

Op de muur, achter deze doopvont, staan er hogerop twee 15de-eeuwse terracotta lunetten : “De Aankondiging” en “Sint Bartholomeus”. Beide worden toegeschreven aan de school van Andrea della Robbia.
Er staat in de basiliek ook nog een ander doopvont die nog steeds in gebruik is. Deze werd gebeeldhouwd uit een offeraltaar door Matteo Civitali in 1489.
Boven de ingang bevindt zich een 16de-eeuwse orgel in het 17de-eeuwse koor, bedekt met verfijnde gouden versieringen.
De stoffelijke resten van San Frediano zijn bijgezet onder het 16de-eeuwse hoofdaltaar. Links naast het altaar staat een massieve stenen monoliet. Dit is waarschijnlijk eveneens afkomstig uit het amfitheater van Lucca. Maar, volgens de lokale traditie, werd dit op miraculeuze wijze naar Lucca gebracht door San Frediano en dan gebruikt als predella (eerste trede) van het altaar.

## Kapellen

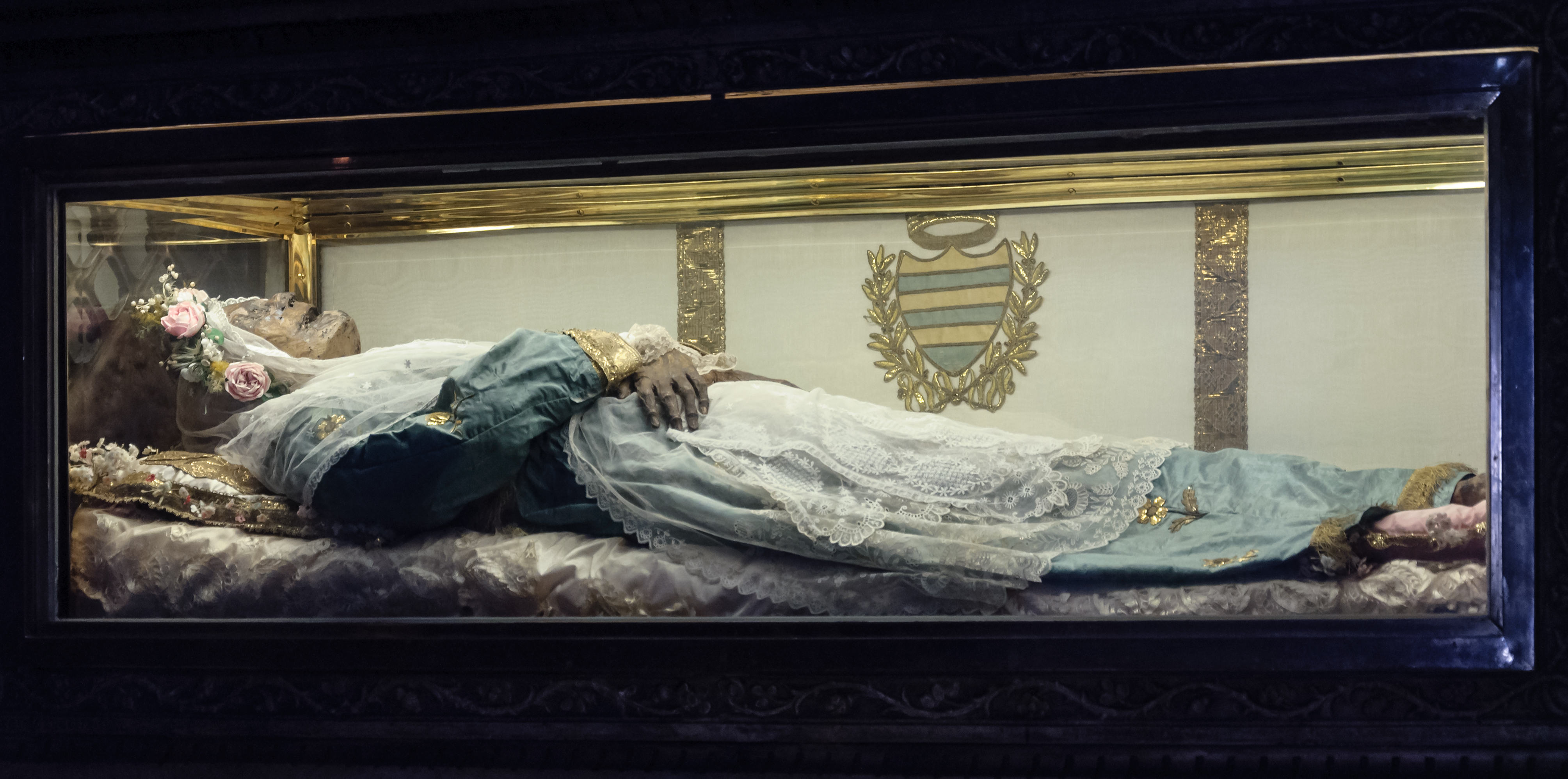
H. Zita

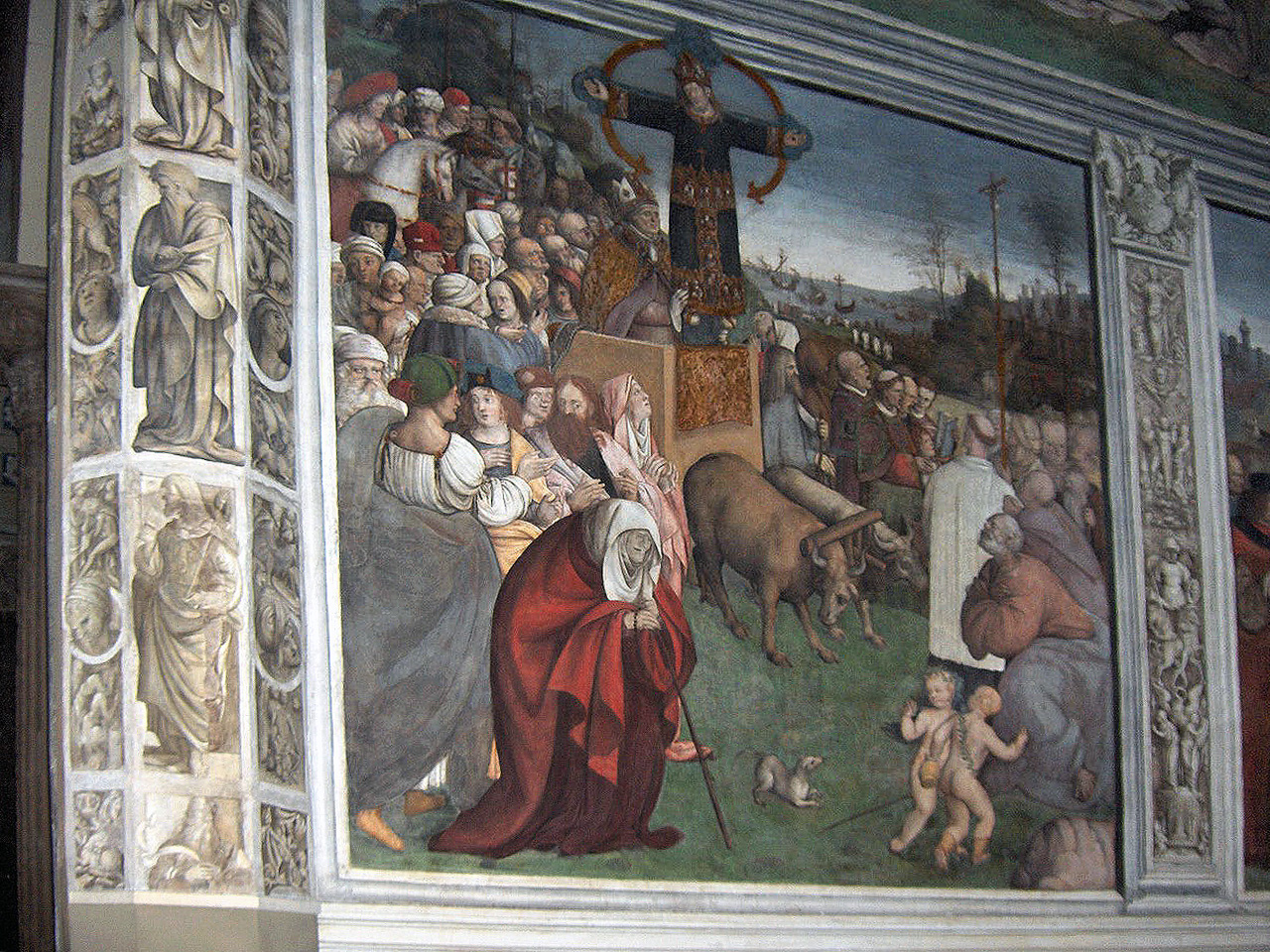
Vervoer van het Heilig Gelaat

Gedurende de 14e tot de 16e eeuw werden er verschillende kapellen voor de adel toegevoegd. Ze zijn overdadig versierd met schilderijen.
Op de rechterkant bevindt zich de Sint-Zita kapel. Sint Zita (1218-1278) is een populaire heilige in Lucca. Haar intacte en op natuurlijke wijze gemummificeerd lichaam ligt er op een bedje van brokaat in een glazen schrijn. Aan de kapelmuren hangen er verschillende doeken uit de 16e en 17e eeuw met episodes uit haar leven.
De Trenta-kapel in de linker zijbeuk bevat de polyptiek “H. Maagd en het Kind”, een 15e-eeuws meesterwerk van Jacopo della Quercia, gebeeldhouwd met behulp van zijn assistent Giovanni da Imola. Onder het altaar van deze kapel is er een Romeinse sarcofaag met het lichaam van Sint Richard, een Engelse “koning”. Hij stierf in Lucca in 722 op pelgrimstocht naar Rome. Op de marmeren vloer ligt de grafsteen van Lorenzo Trenta en zijn echtgenote, eveneens van de hand van Jacopo della Quercia.
De kapel van het Heilig Kruis is wel de meest opvallende kapel. Het bevat recent herstelde fresco’s van Amico Aspertini (1508-1509). Het blauwe kruisribgewelf geeft een voorstelling van God, omgeven door engelen, profeten en sibillen. Boven het altaar is er een anonieme 17de-eeuws schilderij van “Het Heilig Kleed (Volto Santo), Sint-Augustinus en Sint Ubaldo”. Op de rechter muur staat een fresco met San Frediano die de loop van de rivier Serchio verlegt om een overstroming te vermijden. Ernaast staat een zuil die, bij nader toezien, eigenlijk vlak is. De sgraffiti erop zijn geschilderd met een trompe-l'oeil-effect, zodat er een vals perspectief ontstaat met de illusie van een zuil. Op de linkermuur is er een fresco met “Het vervoer van het Heilig Gelaat” (Volto Santo)  van de haven van Luni naar Lucca door de zalige Giovanni, bisschop van Lucca. Vooraan valt het oud vrouwtje met de ronde rug onmiddellijk op door haar rode mantel. De stoffelijke resten van deze bisschop worden in deze kapel bewaard.
De Sint-Anna kapel werd gebouwd in de 16e eeuw, maar de schilderijen dateren uit de 19e eeuw. Links van het altaar hangt “De dood van Sint Anna” door B. Rocchi. In het midden, boven het altaar, “Sint Anna aanbidt het Kind” door S. Tonfanelli en rechts van het altaar hangt het schilderij “Geboorte van Maria” door A. Cecchi.